# روبرت شوارتزمان
روبرت شوارتزمان (بالإنجليزية: Robert Coppola Schwartzman)‏ هو كاتب سيناريو ومغن ومؤلف وموسيقي وممثل أمريكي، ولد في 24 ديسمبر 1982 بلوس أنجلوس في الولايات المتحدة.

## وصلات خارجية
- روبرت شوارتزمان على موقع IMDb (الإنجليزية)
- روبرت شوارتزمان على موقع ميوزك برينز (الإنجليزية)
- روبرت شوارتزمان على موقع إن إن دي بي (الإنجليزية)
- روبرت شوارتزمان على موقع أول ميوزيك (الإنجليزية)
- روبرت شوارتزمان على موقع ديسكوغز (الإنجليزية)
- روبرت شوارتزمان على موقع ديسكوغز (الإنجليزية)
- روبرت شوارتزمان على موقع قاعدة بيانات الفيلم (الإنجليزية)